# Tenoch Huerta
José Tenoch Huerta Mejía (Ecatepec, Mèxic, 29 de gener de 1981) és un actor i activista mexicà. Ha aparegut en diverses pel·lícules a l'Amèrica Llatina i Espanya, protagonitzant tant llargmetratges com curtmetratges. És un dels actors que apareixen al llibre de Mónica Maristain 30 actors Made in Mexico. Interpreta a Namor a Black Panther: Wakanda Forever el 2022 ambientat a l'Univers Cinematogràfic de Marvel.

## Primers anys
Huerta va néixer a Ecatepec, Mèxic el 29 de gener de 1981. El seu pare, aficionat al cinema, el va matricular en un curs d'actuació amb María Elena Saldaña, i els estudis posteriors de Huerta van ser al costat de Carlos Torres Torrija i Luis Felipe Tovar. És d'ascendència indígena, amb una besàvia materna nahua i un besavi patern purépecha.

## Carrera
El 2006, va debutar com a actor a la pel·lícula Asi del precipicio com a personatge secundari. El 2009, va aparéixer a la pel·lícula Sin nombre de Cary Joji Fukunaga en el paper de Li'l Mago, líder de la facció Tapachula de la coneguda banda Mara Salvatrucha.
El 2015, va aparéixer com a Carlos Mamami a la pel·lícula biogràfica de supervivència a desastres The 33, Alejo a Camino. El 2018, va començar a retratar Rafael Caro Quintero a Narcos: Mèxic de Netflix.
El 2021, va aparéixer com a Juan a The Forever Purge, la cinquena pel·lícula de la franquícia The Purge, al costat del seu company de Narcos: Mèxic, el coprotagonista Alejandro Edda.
El 2022, durant la Comic-Con de San Diego, durant una presentació de la pel·lícula de Marvel Studios Black Panther: Wakanda Forever, es va unir al repartiment i es va revelar que interpretava Namor, l'antagonista de la pel·lícula.

## Repartiment
1. ↑  Mónica Maristain. «Los Sueños de Tenoch Huerta». Planeta Ellas, 13-04-2012. Arxivat de l'original el 21 febrer 2014. [Consulta: 27 abril 2019].
2. ↑  «'Black Panther 2' First Trailer Unveils Marvel's Emotional Return to Wakanda and War With Namor».   Vaitey, 24-07-2022.
3. ↑  «Namor the Sub-Mariner dives into the new Black Panther: Wakanda Forever trailer».   AV Club, 24-07-2022.
4. ↑  «Mi origen es Purépecha (tatarabuela paterna) y Nahua (bisabuela materna).».   Via Twitter, 08-06-2020.
5. ↑  «Black Panther 2's Namor Actor Describes the 'Overwhelming' Experience Suiting up for the First Time», 26-07-2022.